# (22344) 1992 RJ7
(22344) 1992 RJ7 est un astéroïde de la ceinture principale d'astéroïdes découvert en 1992.

## Description
(22344) 1992 RJ7 a été découvert le 2 septembre 1992 à l'observatoire de La Silla, au Chili, par Eric Walter Elst.

### Caractéristiques orbitales
L'orbite de cet astéroïde est caractérisée par un demi-grand axe de 3,16 UA, un périhélie de 2,68 UA, une excentricité de 0,15 et une inclinaison de 5,59° par rapport à l'écliptique. Du fait de ces caractéristiques, à savoir un demi-grand axe compris entre 2 et 3,2 UA et un périhélie supérieur à 1,666 UA, il est classé, selon la JPL Small-Body Database, comme objet de la ceinture principale d'astéroïdes.

### Caractéristiques physiques
(22344) 1992 RJ7 a une magnitude absolue (H) de 13,9 et un albédo estimé à 0,259.